# Salsola vermiformis
Salsola vermiformis är en amarantväxtart som beskrevs av Christo Albertyn Smith. Salsola vermiformis ingår i släktet sodaörter, och familjen amarantväxter. Inga underarter finns listade i Catalogue of Life.